# Five (álbum de Prince Royce)
FIVE es el quinto álbum de estudio por compositor y cantante estadounidense Prince Royce. Fue lanzado el 24 de febrero de 2017 por Sony Music Latin. El álbum incluye colaboraciones con artistas como Shakira, Chris Brown, Farruko, Zendaya, Gerardo Ortiz, Gente de Zona y Arturo Sandoval. El álbum contiene letras en los idiomas español e inglés.

## Rendimiento comercial
El álbum debutó en el número 25 en Billboard 200, y vendió 19,000 álbumes , durante su primera semana de lanzamiento en los Estados Unidos.

## Listado de canciones
| Five - Standard edition |                                                            |                                                                               |                                                                      |          |  |
| N.º                     | Título                                                     | Escritor(es)                                                                  | Producer(s)                                                          | Duración |  |
| 1.                      | «No te olvides»                                            | Geoffrey Rojas, D'Lesly "Dice" Lora, Shanelli Rojas                           | Royce, Lora, Alison Berger                                           | 3:51     |  |
| 2.                      | «Culpa al corazón»                                         | Rojas, Daniel Santacruz                                                       | Royce, Lora, Berger, Lincoln Castañeda                               | 3:42     |  |
| 3.                      | «Dilema»                                                   | Rojas, Lora, Yonathan Then, Salim Asencio                                     | Royce, Lora, Berger                                                  | 4:10     |  |
| 4.                      | «La carretera»                                             | Rojas, Santacruz                                                              | Royce, Lora, Berger                                                  | 3:58     |  |
| 5.                      | «Ganas locas» (con Farruko)                                | Rojas, Carlos Efrén Rosado, Gabriel Rodríguez, Héctor Rubén Rivera, Andy Clay | Royce, Lora, Berger, Castañeda                                       | 3:20     |  |
| 6.                      | «Deja Vu» (con Shakira)                                    | Rojas, Santacruz, Manny Cruz                                                  | Royce, Lora, Berger, Shakira, Rude Boyz, Olgui Chirino               | 3:16     |  |
| 7.                      | «Asalto»                                                   | Rojas, Santacruz, Paolo Tondo                                                 | Royce, Lora, Berger                                                  | 3:09     |  |
| 8.                      | «Just as I Am» (Spiff TV feat. Prince Royce & Chris Brown) | Rojas, Chris Brown, Velous, Tyler Bryant, Jean Rodríguez, Carlos Suárez       | Royce, Lora, Berger, Rodríguez, Suárez, Nely, Daniel Flores, Polanco | 3:44     |  |
| 9.                      | «Amor prohibido»                                           | Rojas, Descemer Bueno, Carlos E. Ortiz                                        | Royce, Lora, Berger, Alfredo Matheus, Arturo Brambilla               | 4:09     |  |
| 10.                     | «Moneda» (con Gerardo Ortiz)                               | Rojas, Santacruz, Alejandro Jaén                                              | Royce, Lora, Berger                                                  | 3:06     |  |
| 11.                     | «X» (con Zendaya)                                          | Rojas, Zendaya Coleman, Rodríguez, Flores                                     | Royce, Lora, Berger, Rodríguez, Flores                               | 3:52     |  |
| 12.                     | «Tumbao» (con Gente de Zona & Arturo Sandoval)             | Rojas, Guianko Gómez, Efraín Dávila, Alexander Delgado, Randy Martínez        | Royce, Lora, Berger, Dávila                                          | 3:40     |  |

| Five - Deluxe edition |                      |                                          |                                         |          |  |
| N.º                   | Título               | Escritor(es)                             | Producer(s)                             | Duración |  |
| 13.                   | «Te necesito»        | Rojas, Lora                              | Royce, Lora, Berger                     | 4:07     |  |
| 14.                   | «Cuchi Cuchi»        | Rojas, Lora, Alex Díaz, Angel Vásquez    | Royce, Lora, Berger                     | 3:56     |  |
| 15.                   | «Aquel idiota»       | Rojas, Lora, Asencio, Ronald "Dae" López | Royce, Lora, Berger                     | 3:47     |  |
| 16.                   | «Libérame»           | Rojas, Lora, López                       | Royce, Lora, Berger                     | 3:27     |  |
| 17.                   | «Mírame»             | Rojas, Lora, Joel Vargas, Adrian Peña    | Royce, Lora, Berger, Matheus, Brambilla | 3:45     |  |
| 18.                   | «No creo en el amor» | Rojas, Lora, José Torres                 | Royce, Lora Berger, Matheus, Brambilla  | 4:24     |  |

## Posicionamiento en listas
| Listas (2017)                     | Mejor posición |
| --------------------------------- | -------------- |
| Bélgica (Ultratop) Flanders       | 138            |
| España (PROMUSICAE)               | 48             |
| Estados Unidos (Billboard 200)    | 25             |
| Estados Unidos (Top Latin Albums) | 1              |
| Estados Unidos (Tropical Albums)  | 1              |
| Italia (FIMI)                     | 40             |
| Suiza (Schweizer Hitparade)       | 53             |

## Certificaciones
| País (organismo certificador) | Certificación | Unidades certificadas |
| ----------------------------- | ------------- | --------------------- |
| Estados Unidos (RIAA)         | 3x Platino    | 180 000               |
| México (AMPROFON)             | Oro           | 30 000                |